# Synegia inconspicua
Synegia inconspicua là một loài bướm đêm trong họ Geometridae.